# Maxim Wladimirowitsch Mamin
Maxim Wladimirowitsch Mamin (russisch Максим Владимирович Мамин; * 13. Januar 1995 in Moskau) ist ein russischer Eishockeyspieler, der seit Juli 2022 erneut beim HK ZSKA Moskau aus der Kontinentalen Hockey-Liga (KHL) unter Vertrag steht und dort auf der Position des Centers spielt.

## Karriere
Mamin entstammt der Nachwuchsabteilung des Armeeklubs ZSKA Moskau. Für den Verein spielte der Stürmer zunächst in der Molodjoschnaja Chokkeinaja Liga für das Nachwuchsteam Krasnaja Armija. Im Verlauf der Saison 2014/15 debütierte er schließlich in der Profimannschaft in der Kontinentalen Hockey-Liga. Dort wurde er am Ende der Spielzeit mit der Alexei-Tscherepanow-Trophäe als bester Rookie der Liga bedacht.
Nach zwei weiteren Jahren im Kader von ZSKA wagte Mamin zur Saison 2017/18 den Sprung nach Nordamerika. Er unterschrieb einen Vertrag bei den Florida Panthers aus der National Hockey League, nachdem ihn diese im NHL Entry Draft 2016 in der sechsten Runde an 175. Position ausgewählt hatten. Im Saisonverlauf kam der Russe zunächst in Floridas Farmteam, den Springfield Thunderbirds, aus der American Hockey League zu Einsätzen. Nachdem er im Januar 2018 erstmals im NHL-Kader der Panthers debütiert hatte, etablierte er sich dort ab dem folgenden Monat und bestritt insgesamt 26 Partien. Nach schwachem Start in die folgende Spielzeit wurde er im November 2018 an seinen Ex-Klub in Moskau ausgeliehen, um dort Spielpraxis zu sammeln. Ende April gab das Team bekannt, Mamin fest verpflichtet und mit einem Vertrag bis zum Ende der Saison 2020/21 ausgestattet zu haben. Anschließend schloss sich der Angreifer abermals den Florida Panthers an und kehrte somit in die NHL zurück, indem er im Juli 2021 einen Einjahresvertrag bei seinem alten Arbeitgeber unterzeichnete. Im Juli 2022 trat er den Weg zurück an, indem er sich erneut ZSKA Moskau anschloss.

### International
Für sein Heimatland stand Mamin im Juniorenbereich bei der World U-17 Hockey Challenge 2012, dem Ivan Hlinka Memorial Tournament 2012 und der U20-Junioren-Weltmeisterschaft 2015 auf dem Eis. Dabei gewann er bei der World U-17 Hockey Challenge die Goldmedaille sowie drei Jahre später bei der U20-Junioren-Weltmeisterschaft die Silbermedaille.
Für die Sbornaja debütierte der Stürmer bereits im Verlauf der Saison 2015/16. Sein erstes großes internationales Turnier absolvierte er mit der Weltmeisterschaft 2018 in Dänemark.

## Erfolge und Auszeichnungen
| - 2014 Topscorer der MHL-Playoffs - 2015 KHL-Rookie des Monats Februar - 2015 Alexei-Tscherepanow-Trophäe | - 2019 Gagarin-Pokal-Gewinn und Russischer Meister mit dem HK ZSKA Moskau - 2023 Gagarin-Pokal-Gewinn und Russischer Meister mit dem HK ZSKA Moskau |

### International
- 2012 Goldmedaille bei der World U-17 Hockey Challenge
- 2015 Silbermedaille bei der U20-Junioren-Weltmeisterschaft

## Karrierestatistik
Stand: Ende der Saison 2023/24

### International
Vertrat Russland bei:
- World U-17 Hockey Challenge 2012
- Ivan Hlinka Memorial Tournament 2012
- U20-Junioren-Weltmeisterschaft 2015
- Weltmeisterschaft 2018

(Legende zur Spielerstatistik: Sp oder GP = absolvierte Spiele; T oder G = erzielte Tore; V oder A = erzielte Assists; Pkt oder Pts = erzielte Scorerpunkte; SM oder PIM = erhaltene Strafminuten; +/− = Plus/Minus-Bilanz; PP = erzielte Überzahltore; SH = erzielte Unterzahltore; GW = erzielte Siegtore; 1 Play-downs/Relegation; Kursiv: Statistik nicht vollständig)